# Unteregg
Unteregg là một đô thị ở huyện Unterallgäu bang Bayern, Đức.